# Susuzosmaniye, İhsaniye
Susuzosmaniye là một xã thuộc huyện İhsaniye, tỉnh Afyonkarahisar, Thổ Nhĩ Kỳ. Dân số thời điểm năm 2011 là 58 người.